# Usine Renault de Flins
Pour les articles homonymes, voir Flins.
L'usine Renault de Flins est une ancienne usine du constructeur automobile Renault située dans les Yvelines, en bordure de Seine, à 40 km environ en aval de Paris, à cheval sur les communes de Flins et d'Aubergenville. Construite suivant le projet de l'architecte Bernard Zehrfuss, elle est inaugurée en 1952 et est officiellement nommée usine Pierre Lefaucheux en 1955 au décès de celui-ci, ancien président du constructeur. Elle cesse sa production en 2024 après avoir produit en 72 ans plus de 18 millions de véhicules de 20 modèles différents, Renault reconvertissant une partie du site pour le reconditionnement de véhicules d'occasion. 
L'usine s'étendait sur 237 hectares dont 67 étaient occupés par des bâtiments ouverts.  Elle sera jusque dans les années 1980, l'usine la plus importante du constructeur. À la suite de la fermeture de l'usine Renault de Billancourt en 1992, elle était devenue la plus ancienne usine de carrosserie du constructeur français encore active (le site du Mans, construit en 1936, est une usine de mécanique).
Ayant connu son pic d'effectif en 1977 avec 21 300 salariés, celui-ci va baisser dès les années 1980, n'étant plus que de 7 000 à la fin des années 1990 et 2 500 personnes au début des années 2020. La production annuelle d'environ 400 000 véhicules à la fin des années 1990 a été ramenée à moins de 130 000 au milieu des années 2010. À partir des années 1980, Renault spécialisera l'usine dans la production de citadines.

## Construction de l'usine
À sa construction, l'usine de Flins apparait à l'opposé de celle de Billancourt. Elle est construite à la campagne, s'étalant largement, presque tout sur un seul niveau, au contraire de Billancourt, en banlieue parisienne, coincée par les bras de la Seine, et produisant sur plusieurs étages. Il y a aussi alors un souhait du patronat de construire des usines hors des banlieues, plus politisées et syndicalisées.
Les ateliers de l'usine de Flins offrent des déclinaisons de couleur par le peintre Félix Del Marle. Une cité de logements est construite aux Mureaux pour héberger les ouvriers et des habitations pour la maitrise et les cadres sont également construites, reprenant le code architectural de l'usine. 
Devant répondre à la demande automobile des Trente glorieuses, le site est agrandi, atteignant les 232 hectares dont 67 de bâti. 

## Production
Le 30 janvier 1952, le premier véhicule sort des chaines de production, il s'agit d'une Renault Frégate.
Après son inauguration en 1952, l'usine de Flins a fabriqué de nombreux modèles de la marque qui ont marqué l'histoire de l'automobile. En 70 ans d'existence, elle  a produit plus de vingt modèles différents : Juvaquatre, 4CV, Dauphine, Renault 8 et 10, Renault 12, Renault 18, Renault 5, Supercinq, Twingo I, Clio (I à IV) et Renault Zoé. Cette production représente plus de 18 millions de véhicules.
Ses derniers modèles produits avant sa fermeture étaient la Renault Zoé et la Nissan Micra. 
Elle fabriquait également des pièces pour d'autres usines du groupe ainsi que pour la direction des pièces et accessoires qui alimente le réseau commercial en pièces de rechange.
En 2009, Flins s'est vu confier la fabrication d'un des quatre modèles de la gamme complète de véhicules électrique Zéro Émission (ZE) de Renault, la Renault Zoé, commercialisée à partir du second semestre 2012.
En 2011, l'usine de Flins a produit 147 971 Clio III et 2 millions de pièces de rechange.
En 2012, l'usine de Flins assemblait également la remplaçante de la Clio III, la Clio IV. Sa commercialisation a débuté au second semestre 2012.
En 2013, un accord de compétitivité est signé entre la direction et la majorité des syndicats afin de conforter la pérennité du site. 
En 2014, le site de Flins accueille une nouvelle usine de fabrication de modules de batteries lithium-ion.
En 2017, Nissan produit la Micra sur le site de Flins.
En 2020, en contrecoup à la pandémie de Covid-19, un plan de reconversion du site qui pourrait « cesser de produire des véhicules d'ici quelques années » est révélé par la presse. L'usine cesse définitivement sa production le 30 mars 2024. Elle emploie alors environ 2 500 collaborateurs.

## Processus de fabrication
L'usine de Renault Flins dispose d'une ligne d'assemblage produisant la Clio IV et la Zoé. Le processus de fabrication se décompose en quatre étapes principales : emboutissage carrosserie, assemblage de la caisse et tôlerie, peinture, montage essieux et moteurs.
- L'emboutissage marque le début du processus de fabrication. La matière première arrive à l'usine sous forme de grosses bobines d'acier par voie ferrée ou par camions. Elles sont tout d'abord découpées en flans (Plaques). Celles-ci passent ensuite sur une ligne de presses pour être emboutis, détourés, poinçonnés et calibrés. À la suite de ces opérations, les pièces sont prêtes à être utilisées en tôlerie en tant que composants de la caisse - côtés de caisse, capot... L'activité « Plastiques » consiste à former des ailes et des pièces à partir de granulés de plastique fondu.

- La tôlerie est chargée de la fabrication des caisses nues. Elle assemble les différentes pièces embouties pour former la carrosserie. La caisse prend ainsi forme sur la ligne d'assemblage, grâce à différentes techniques telles que la soudure électrique par points, le rivetage et le clinchage. Ces opérations sont, à 98 %, automatisées et effectuées par des robots.
- La peinture a pour missions de protéger la caisse contre la corrosion et de lui donner son aspect final. Après le traitement anticorrosion de la caisse nue par immersion dans un bain de Cataphorèse, un mastic est appliqué sur les jonctions de tôle pour l'étanchéïté et l'insonorisation. Une couche de peinture d'apprêt, de base colorée et de vernis de finition est appliqué sur la caisse afin d'obtenir l'aspect final du véhicule, avant injection de cire dans les corps creux, toujours pour protéger la caisse de la corrosion interne.
- Le montage et l'assemblage sont la dernière étape du processus de fabrication, où sont posés les éléments mécaniques, le poste de conduite, la miroiterie et l'habillage intérieur du véhicule - tapis, siège et revêtements des parois... En parallèle, des ateliers de préparation permettent l'assemblage des sous-éléments - la mécanique, le poste de conduite, l'habillage des portes... etc.  C'est à ce stade et en fin de chaîne de montage que des opérateurs effectuent les derniers contrôles avant essai de roulage, stockage et commercialisation.

L'usine s'appuie également sur les services supports comme notamment la logistique, la qualité...
- La logistique pilote les flux d'approvisionnements et le flux des véhicules terminés. Elle travaille en interface avec les fournisseurs et les autres départements de fabrication pour que les composants soient prêts à l'instant et au lieu précis où ils sont nécessaires tout au long du processus de fabrication.
- La qualité est la priorité tout au long du processus de fabrication. À chaque étape, celui-ci doit permettre au modèle de répondre rigoureusement aux définitions du cahier des charges. Au moyen de divers contrôles et audits, à chaque étape du processus de fabrication - dont l'autocontrôle au poste de travail, et par des tests sur bancs et essais de roulage sur piste avant expédition, le département Qualité garantit la conformité des véhicules produits afin de répondre aux exigences de Renault dans ce domaine et pour la satisfaction du client.

## Activités complémentaires du site
Depuis 1952, Flins s'est transformé en complexe industriel en accueillant d'autres directions du Groupe ainsi qu'une diversité d'activités.
L'usine compte une activité importante de fabrication de pièces destinées à alimenter d'autres usines du Groupe mais également le réseau après-vente en pièces de rechange.
L'atelier d'emboutissage produit de nombreuses références (acier et plastique injecté), pour d’autres usines de montage dans le monde entier (Renault, Nissan), environ 60 % de sa production. Un atelier de tôlerie et d'assemblage réalise des sous-ensembles pour d’autres sites, comme la Clio III RS et des pièces de rechange (exemple : porte de coffre de Megane 2). Un atelier de peinture réalise la protection et le masticage de pièces de tôlerie et plastique pour tous véhicules du groupe, à l’attention des pièces de rechange (environ 4 000 pièces/jour).
Depuis 1964, le site abrite un magasin central de pièces et accessoires - le CDPA - appartenant à la direction commerciale. Il fait partie des trois existants en France. Il a comme objectif de réceptionner, de stocker et de distribuer des pièces et accessoires dans le réseau après-vente Renault. Le CDPA de Flins gère 40 000 références.
La société CAT (Compagnie d’Affrètement et de Transport) dispose d’un centre pour le stockage, la livraison et la distribution de véhicules Renault et autres marques du Groupe. Il gère la livraison de la production de l'usine de Flins mais également collecte et réexpédie les autres modèles du Groupe à travers le monde par trois moyens de transport : 20 % par barges fluviales sur la Seine, 20 % par wagons porte-autos SNCF et le reste par camions porte-autos.
Le site de Flins accueille également Le Global Training Center (GTC). C'est un centre de formation professionnelle spécialisé dans les métiers de la production automobile pour les salariés du Groupe Renault. Il a dispensé plus de 58 000 heures de cours pour l'année 2011.
Renault Tech réalise toutes sortes d'adaptations pour répondre à la demande des clients, comme des voitures adaptées aux besoins de personnes à mobilité réduite.
La Direction de la préparation des Besoins Spéciaux, pilote et gère la préparation des besoins spéciaux du groupe comme les véhicules de presse, de salons... hors véhicules utilitaires.
Renault Classic gère plus de 700 véhicules, des milliers d'archives et d'objets divers. Ce service met en valeur la Collection Renault au travers des expositions, de salons, d'évènements sportifs...

## Contraintes environnementales
Situé en bordure de Seine, en proche banlieue parisienne, et à proximité d’une nappe phréatique, le site est soumis à des exigences  aux impacts environnementaux, sévèrement contrôlés et a fait l’objet d’aménagements significatifs.
La centrale thermique abrite un équipement de cogénération, avec génératrice de vapeur et production électrique, source peu polluante et d’exploitation optimisée - gaz. La centrale à charbon a été fermée au début des années 2000.
Le traitement des eaux polluées est dirigé vers une station d’épuration, vers laquelle sont raccordées toutes les conduites en eaux usées de l’usine et aucun rejet direct n'est fait en Seine.
Cette disposition a été renforcée en 2005 par la récupération des eaux pluviales avant traitement par la station. Deux grands bassins de stockage, permettent d’éviter tout rejet en Seine lors d'orages, contexte défavorable à l’équilibre en oxygène et à la faune aquatique.
Le département peinture a réduit ses émissions COV - composés organiques volatils - de 75 % entre 2004 et 2008, par l’utilisation des bases hydrosolubles - peinture à l'eau.
Le tri sélectif des déchets et leur valorisation sont généralisés : plastique, papier, cartons, chutes de métal.
Ces réalisations, ainsi que la continuité des actions d’amélioration, font que le site est certifié ISO 14001 depuis 2000 comme référentiel environnemental et cette certification est annuellement renouvelée depuis.

## Grandes dates de l'usine
- 1947 : début des travaux de construction.
- 1952 : inauguration le 2 octobre, avec 50 Frégate sortant de chaîne chaque jour.
- 1953 : construction de la Cité Renault afin de loger les ouvriers aux Mureaux
- 1955 : décès de l'industriel et résistant Pierre Lefaucheux, compagnon de la Libération, il avait présidé en 1945 le constructeur automobile, devenu la Régie Nationale des Usines Renault après sa nationalisation. L'usine est alors nommée en sa mémoire. La même année le site produit 60 véhicules par heure[6]
- 1956 : la Dauphine conduit l'usine vers la très grande série ; 250 000 vhl/an dépassés en 1958.
- 1957 : la production dépasse 1 000 vhl/jour avec plus de 5 000 salariés dans l'usine ; visite d'Élisabeth II (10 avril)[2]
- 1959 : visite de Nikita Khrouchtchev.
- 1962 : l'usine dépasse 10 000 salariés.
- 1964 : construction d'un centre de distribution de pièces de rechange pour le réseau du constructeur.
- 1968 : fabrication arrêtée à partir du 16 mai par la grève et l'occupation de l'usine, la production reprend le 17 juin après 33 jours d'arrêt.
- 1969 : la production dépasse les 300 000 véhicules dans l'année.
- 1971 : visite de Léonid Brejnev[2]
- 1972 : Début de la R5, qui va devenir un phénomène de société. L'usine emploie 21 000 salariés.
- 1976 : record de production à 420 163 véhicules en un an[2].
- 1977 : maximum historique de l'effectif avec 21 300 salariés (85% d'hommes et 15% de femmes)[2].
- 1978 : lancement de la R18, dernier grand véhicule lancé à Flins. Après 1986, Flins ne fait plus que des petites voitures.
- 1981 : aménagements d'un bâtiment de traitement de surface anticorrosion par cataphorèse, toujours en service en 2009. Développement de l'automatisation : 82 % de la tôlerie R18 est robotisée.
- 1988 : la 10 millionième voiture, une Super 5 sort de l'usine.
- 1989 : suppression d'une des trois lignes de production[2].
- 1990 : instauration d'une troisième équipe, de nuit pour les trois huit[2].
- 1991 : lancement de la Clio, première génération.
- 1992 : lancement de la Twingo.
- 1994 : démarrage de l'activité de plasturgie - pares-choc puis ailes injectés.
- 2007 : arrêt de la production de la Twingo. L'usine passe sur une seule ligne de montage, sa capacité est divisée par deux à 160 000 vhl/an.
- 2008 : réindustrialisation de la Clio 2 du fait de la crise, une première pour l'entreprise.
- 2010 : l'usine dépasse les 17 millions de véhicules fabriqués.
- 2012 : démarrage de la Clio IV et de la Zoe.
- 2014 : arrêt de la Clio Collection (Clio III).
- 2019 : arrêt de la Clio IV.
- 2021 : Lancement de "ReFactory": 45 000 véhicules d'occasion reconditionnés par an[7].
- 2024 : arrêt de la production avec la sortie du dernier véhicule, une Zoe, le 29 mars[8].

## Modèles fabriqués
En 2010, l'usine a dépassé les 17 millions de voitures produites réparties selon la liste ci-dessous :
- Juvaquatre : de 1952 à 1960, en version break tôlé et vitrés - dauphinoise à compter de 1956. 59 057 exemplaires, ce modèle né à Billancourt finit ses jours à Flins.
- Frégate : 126 958 exemplaires assemblés à Flins de 1952 à 1960. La Frégate fut le seul véhicule haut de gamme fabriqué dans cette usine. Les 53 505 autres exemplaires sont fabriqués à Billancourt.
- Renault 4CV : de 1952 à 1961, 59 545 sur un total ayant dépassé 1,1 million.
- Dauphine : de 1956 à 1963, 1 390 891 assemblées.
- Renault 4 : de 1961 à 1972, 546 492, la majorité des plus de 8 millions de véhicules fabriqués provenant de Billancourt puis de Slovénie.
- Renault 8 : 841 947 de 1962 à 1971.
- Renault 16 : de 1964 à 1973, 338 889, le gros de la production étant assemblé à Sandouville.
- Renault 10 : 412 330 de 1965 à 1969.
- Renault 12 : 1 415 252 de 1969 à 1978.
- Renault 5 : 3 050 643 de 1972 à 1984.
- Renault 18 : 600 657 de 1977 à 1986.
- Renault 5 : deuxième génération - Super 5, 1 815 805 de 1984 à 1990. Fin de production en Slovénie.
- Clio I : 1 800 232 de 1989 à 1997.
- Twingo I : de 1992 à 2007, 2 075 986 fabriquées sur un volume total de plus de 2,6 millions.
- Clio II : de 1997 à 2012, 1 475 166 sorties à fin juillet 2009.
- Clio III : de 2005 à 2014 après avoir culminé à 1 300 véhicules par jour soit 325 000 par an, la cadence est tombée à 564 véhicules par jour en février 2009 à la suite de la crise. 1 294 021 fabriquées à fin décembre 2013.
- Clio IV : de septembre 2012 à 2020, 127 749 fabriquées à fin décembre 2015.
- Zoé : du second trimestre 2012 au premier trimestre 2024, 50 000 exemplaires fabriqués à fin avril 2016.
- Micra : de janvier 2017 à  fin 2022.